# Port-la-Nouvelle
Port-la-Nouvelle (okzitanisch La Novèla) ist eine französische Gemeinde mit 5882 Einwohnern (Stand 1. Januar 2022) im Département Aude in der Region Okzitanien. Sie gehört zum Arrondissement  Narbonne und zum Kanton Les Corbières Méditerranée.
Port-la-Nouvelle ist sowohl ein Badeort mit 13 Kilometer Sandstrand als auch ein Umschlaghafen  in erster Linie für Erdöl-Produkte und Getreide. Der Hafen profitiert vor allem von seiner Nähe zur Autobahn von und nach Toulouse, trägt aber mit 10 zu den 24 Umweltrisikozonen des Départements Aude bei. Der heute nur noch für den Tourismus bedeutende Canal de la Robine mündet hier ins Mittelmeer.

## Bevölkerungsentwicklung
- 1982: 4546
- 1990: 5005
- 1999: 5508
- 2008: 5603
- 2016: 5600

## Sehenswürdigkeiten
- Insel Sainte-Lucie nördlich des Ortes
- Insel La Nadière im Étang de Bages-Sigean mit einer ehemaligen Fischersiedlung
- Der Beginn des Wanderwegs „Sentier cathare“, der Port-la-Nouvelle mit Foix verbindet.